# Karnataka
Karnataka (Kannada ಕರ್ನಾಟಕ Karnāṭaka), bis 1973 Mysore, ist ein südindischer Bundesstaat mit einer Fläche von 191.791 Quadratkilometern und über 61 Millionen Einwohnern (Volkszählung 2011). Der frühere indische Fürstenstaat Mysore trat im Jahr 1947 der Indischen Union bei. Im States Reorganisation Act 1956 wurden die Grenzen Mysores neu gezogen, so dass der Bundesstaat anschließend alle Kannada-sprachigen Gebiete umfasste. Im Jahr 1973 wurde der Staat Mysore in Karnataka umbenannt. Die Hauptstadt Karnatakas ist Bengaluru, die Amtssprache ist Kannada.

## Der Name des Bundesstaates
Der Name Karnataka hat denselben etymologischen Ursprung wie Kannada, die Bezeichnung der in der Region gesprochenen Sprache. Er leitet sich wahrscheinlich von den dravidischen Wörtern karu für „schwarz“ und nāṭu für „Land“ ab und verweist auf die Schwarzerde des Dekkan-Hochlands. Ursprünglich bezeichnete Karnataka genauso wie heute das kannadasprachige Gebiet im südwestlichen Dekkan. Während der britischen Kolonialzeit wurde die anglisierte Bezeichnung Carnatic auf das südlich gelegene Flachland zwischen den Ostghats und der Koromandelküste übertragen, während der über Kannada ebenfalls von Karnataka abgeleitete Name Canara den Küstenstreifen im Westen bezeichnete. Mit der Umbenennung des Bundesstaates Mysore, der 1956 aus den kannadasprachigen Gebieten gebildet worden war, im Jahr 1973 wurde der Begriff Karnataka in seiner Sanskrit-Form wieder zu seiner ursprünglichen Bedeutung zurückgeführt.

## Geographie

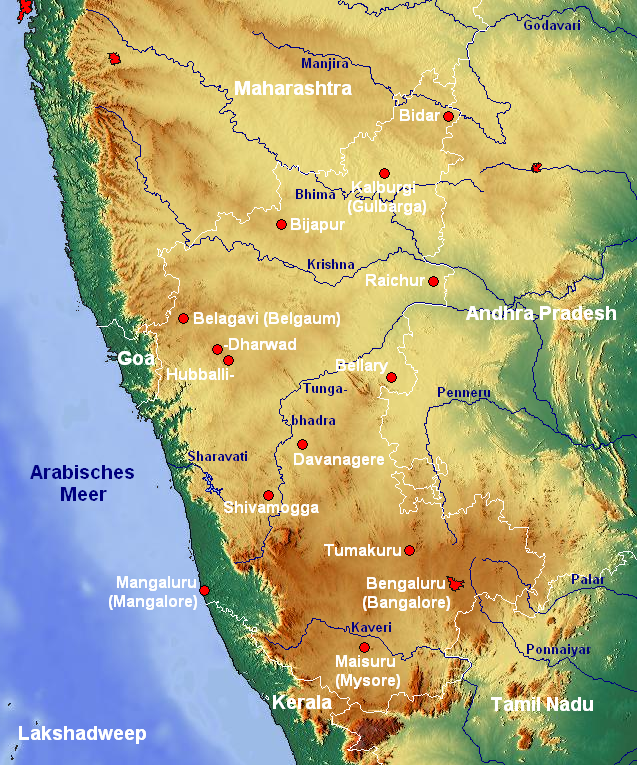
Topografische Karte Karnatakas

Karnataka grenzt an die Bundesstaaten Goa im Nordwesten, Maharashtra im Norden, Telangana im Nordosten, Andhra Pradesh im Osten, Tamil Nadu im Südosten und Kerala im Südwesten, sowie an das Arabische Meer im Westen.
Karnataka gliedert sich in drei landschaftliche Großräume. Auf die 320 Kilometer lange und nur 48 bis 64 Kilometer breite Küstenebene im Westen folgen die Bergketten der Westghats, die in Karnataka eine Höhe von bis zu 1923 Metern erreichen. Den größten Teil des Bundesstaats nimmt das hauptsächlich aus Granituntergrund bestehende Hochland des Dekkan ein.
Auf dem Dekkan entspringen auch die drei wichtigsten Flüsse Kaveri, Krishna und Tungabhadra.

## Klima
In Karnataka herrscht tropisches Klima. Überall im Land werden die klimatischen Verhältnisse maßgeblich vom Monsun beeinflusst. Der Sommermonsun dauert von Juni bis September, wobei die Niederschläge je nach Region unterschiedlich stark ausfallen.
An der Küste herrscht tropisches Wechselklima. Es ist ganzjährig heiß – im Jahresmittel um 27 Grad Celsius – bei geringen Temperaturschwankungen im Jahresverlauf. Während des Sommermonsuns kommt es zu starken Niederschlägen. Von Oktober bis Dezember können noch schwache Nachmonsunregen auftreten. Die restlichen Monate sind zwar niederschlagsfrei, teilweise herrscht aber dennoch hohe Luftfeuchtigkeit, besonders unmittelbar vor und nach dem Monsun. Über das Jahr verteilt fallen je nach Ort bis zu 3500 mm. Die hinter der schmalen Küstenebene aufsteigenden Westghats gehören zu den regenreichsten Gegenden Indiens. Dort gibt es einige Orte mit jährlichen Niederschlagsmengen von mehr als 5000 mm.
Auch im Hochland von Dekkan, das den größten Teil Karnatakas einnimmt, herrscht tropisches Wechselklima, allerdings ein wesentlich trockeneres als an der Küste. Die Temperaturen schwanken stärker, da der ausgleichende Meereseinfluss fehlt. Die Jahresdurchschnittstemperaturen liegen höhenbedingt teils deutlich niedriger als an der Küste, dennoch wird es in den Sommermonaten auch auf dem Dekkan unerträglich heiß. In den niedriger gelegenen Regionen im Norden Karnatakas (Vijayapura, Kalaburagi, Raichur, Ballari) sind die Niederschläge mit 500 bis 600 mm pro Jahr am geringsten; gleichzeitig wird es dort im Sommer am heißesten. In den anderen, höher gelegenen Teilen des Hochlandes fallen die jährlichen Regenmengen etwas höher aus.

## Bevölkerung

### Demografie
Nach der indischen Volkszählung 2011 beträgt die Einwohnerzahl Karnatakas 61.130.704. Damit ist Karnataka gemessen an der Einwohnerzahl Indiens achtgrößter Bundesstaat. Die Bevölkerungsdichte liegt mit 319 Einwohnern pro Quadratkilometer unter dem gesamtindischen Durchschnitt (382 Einwohner pro Quadratkilometer). 38,6 Prozent der Einwohner leben in Städten. Der Urbanisierungsgrad ist damit höher als im Mittelwert Indiens (31,2 Prozent). Die Bevölkerung Karnatakas wächst etwas weniger schnell als in anderen Landesteilen Indiens. Von 2001 bis 2011 verzeichnete Karnataka ein Bevölkerungswachstum von 15,7 Prozent, während der Landesdurchschnitt 17,6 Prozent beträgt. Im Zeitraum von 2010 bis 2014 betrug die durchschnittliche Lebenserwartung 68,8 Jahre (der indische Durchschnitt betrug 67,9 Jahre). Die Fertilitätsrate betrug 1,84 Kinder pro Frau (Stand: 2016) während der indische Durchschnitt im selben Jahr bei 2,23 Kindern lag.
Bevölkerungsentwicklung
Zensusbevölkerung von Karnataka (in den heutigen Grenzen) seit der ersten indischen Volkszählung im Jahr 1951.
| Zensusjahr | Einwohnerzahl |
| ---------- | ------------- |
| 1951       | 19.402.500    |
| 1961       | 23.587.910    |
| 1971       | 29.299.015    |
| 1981       | 37.135.710    |
| 1991       | 44.977.200    |
| 2001       | 52.734.986    |
| 2011       | 61.130.704    |

### Sprachen

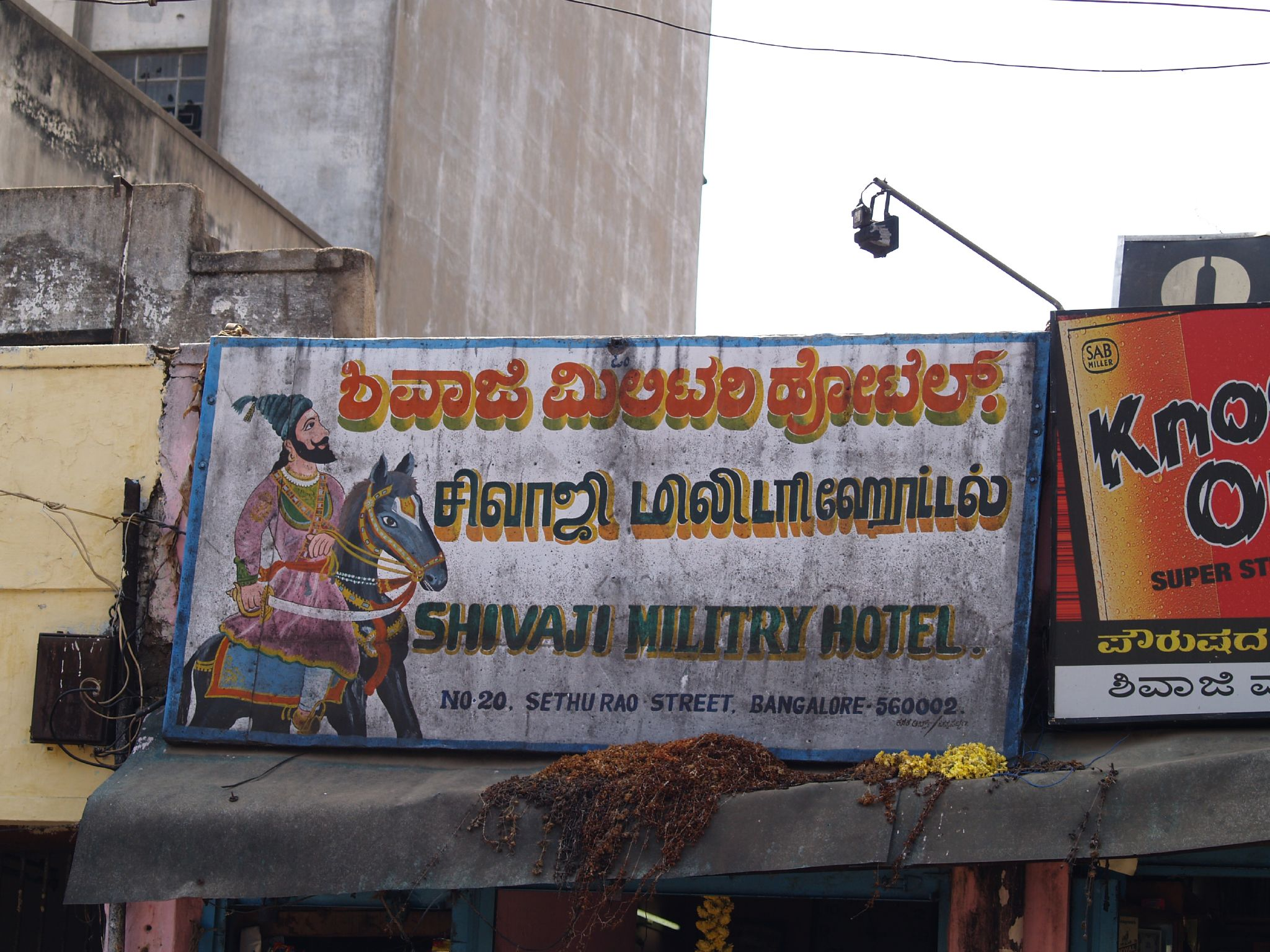
Mehrsprachiges Schild in Bengaluru (Kannada, Tamil, Englisch)

Hauptsprache Karnatakas ist das zu den dravidischen Sprachen gehörende Kannada, nach dessen Sprachgrenzen die Grenzen des Bundesstaates gezogen wurden. Kannada dient in Karnataka als alleinige Amtssprache. Es wird von zwei Dritteln der Bevölkerung als Muttersprache verwendet, viele Sprecher anderer Sprachen beherrschen es als Zweitsprache.
Außer den Kannadigas (Sprechern des Kannada) leben in Karnataka zahlreiche sprachliche Minderheiten: Zweitgrößte Sprache ist das von den meisten Muslimen gesprochene Urdu, eine indoarische Sprache. Seine Sprecher machen ein Zehntel der Bevölkerung aus. Außerdem gibt es beträchtliche Zahl von Sprechern der Sprachen der Nachbarbundesstaaten: Entlang der Grenze zu Andhra Pradesh gibt es eine Telugu sprechende Minderheit, in Teilen Nordkarnatakas um die Stadt Belagavi wird mehrheitlich das indoarische Marathi, die Hauptsprache des nördlichen Bundesstaates Maharashtra, gesprochen. An der Küste lebt eine christliche, ursprünglich aus Goa eingewanderte Minderheit, die das eng mit dem Marathi verwandte Konkani spricht. Im Großraum Bengaluru leben zahlreiche Sprecher des Tamil, an der Grenze zu Kerala wird auch Malayalam gesprochen. Unter Immigranten aus Nordindien ist ferner das Hindi verbreitet.
Im Südwesten Karnatakas werden zwei kleinere Regionalsprachen gesprochen: In der Küstengegend um Mangaluru leben 1,5 Millionen Sprecher des Tulu, in den Bergen im Distrikt Kodagu (Coorg) sprechen rund 110.000 Menschen Kodava (Coorgi). Beide Sprachen gehören der dravidischen Sprachfamilie an. Ferner sprechen die über weite Teile Karnatakas verstreut lebenden Angehörigen des nomadischen Volks der Banjara Lamani bzw. Banjari, einen Dialekt des Rajasthani. In den offiziellen Statistiken werden die rund eine Million Lamani/Banjari-Sprecher unter der Zahl der Hindi-Sprecher subsumiert.
In Karnatakas Hauptstadt Bengaluru herrscht ein buntes Sprachengewirr. Kannada wird dort nur von einem knappen Drittel der Einwohner verwendet. Daneben gibt es große Zahlen von Sprechern von Tamil, Telugu und Urdu. Als Bildungs- und Verkehrssprache ist Englisch praktisch überall gegenwärtig.
| Sprache   | Sprecher   | Anteil |
| --------- | ---------- | ------ |
| Kannada   | 40.651.090 | 66,5 % |
| Urdu      | 6.618.324  | 10,8 % |
| Telugu    | 3.569.400  | 5,8 %  |
| Tamil     | 2.110.128  | 3,5 %  |
| Marathi   | 2.064.906  | 3,4 %  |
| Hindi     | 2.013.364  | 3,3 %  |
| Tulu      | 1.595.038  | 2,6 %  |
| Konkani   | 788.294    | 1,3 %  |
| Malayalam | 774.057    | 1,3 %  |
| Sonstige  | 910.696    | 1,5 %  |
| Summe     | 61.095.297 | 100 %  |

### Religionen
Hindus stellen mit 84 Prozent die deutliche Bevölkerungsmehrheit, ein Anteil, der in etwa dem gesamtindischen Durchschnitt entspricht. Auch die Anteile an Muslimen und Christen liegen mit 13 bzw. 2 Prozent nah am Landesdurchschnitt. Ihre Verteilung über die Fläche Karnatakas ist jedoch ungleichmäßig. Während sich die muslimische Bevölkerung vorwiegend im Norden des Staates und in Bengaluru konzentriert, leben fast sämtliche Christen in der Küstenregion.
Von großer Bedeutung ist die Minderheit der Jainas, die zwar nur 0,7 Prozent der Einwohner ausmacht, aber dennoch wichtige Beiträge zur Kulturgeschichte Karnatakas geleistet hat. Auch im Wirtschaftsleben ist ihr Einfluss unübersehbar. Eine weitere Minderheit bilden die Buddhisten (0,2 Prozent). Zu ihnen gehören sowohl Anhänger des von B. R. Ambedkar begründeten Dalit-Buddhismus, die sich im Norden Karnatakas wie im benachbarten Maharashtra finden, als auch die Nachfahren tibetischer Flüchtlinge, die in den 1960er Jahren an Orten wie Bylakuppe angesiedelt wurden.
| Religion    | Angehörige | Anteil |
| ----------- | ---------- | ------ |
| Hinduismus  | 51.317.472 | 84,0 % |
| Islam       | 7.893.065  | 12,9 % |
| Christentum | 1.142.647  | 1,9 %  |
| Sonstige    | 742.113    | 1,2 %  |
| Summe       | 61.095.297 | 100 %  |

### Bildung

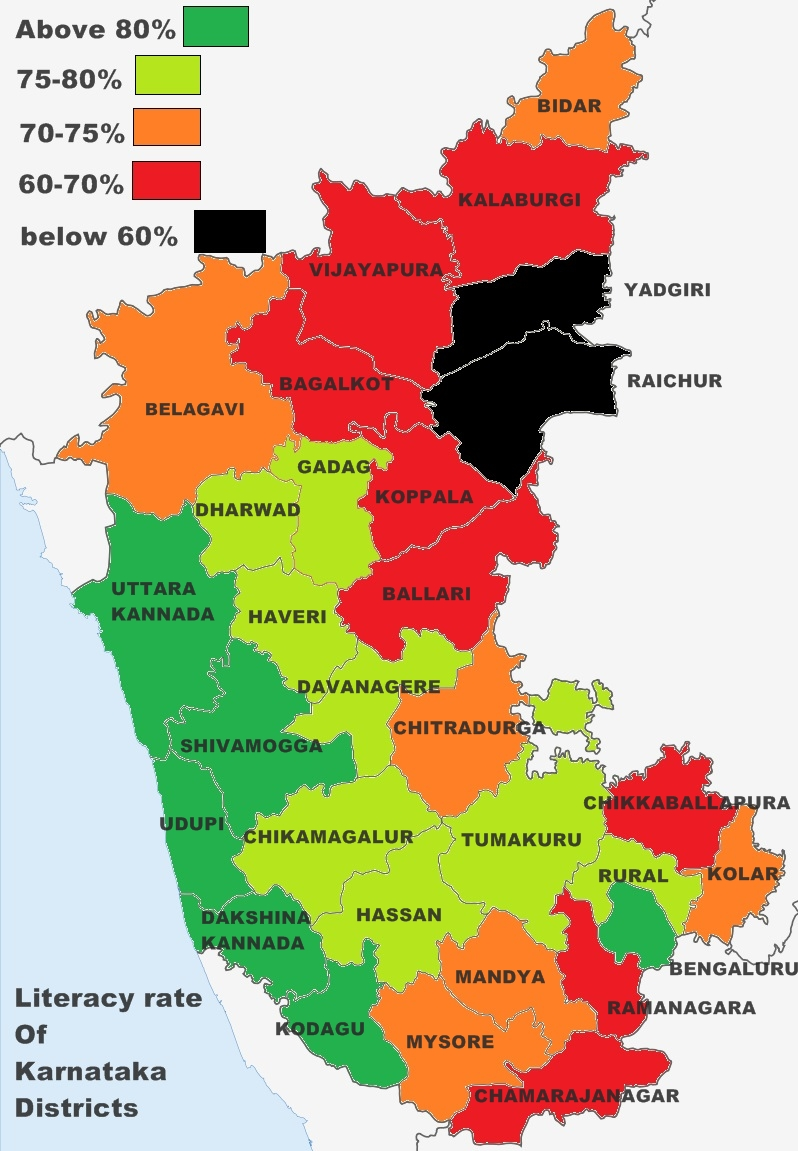
Distrikte in Karnataka nach Alphabetisierungsrate (2011)

Die Alphabetisierungsrate Karnatakas liegt mit 75,6 Prozent (Männer: 82,3 Prozent, Frauen: 68,1 Prozent) nur wenig über dem indischen Durchschnitt (74,0 Prozent, Stand jeweils Volkszählung 2011).
Karnataka verfügt über 16 Universitäten bzw. höhere Bildungseinrichtungen mit dem Status einer Universität, davon allein drei in der Hauptstadt Bengaluru: die Bangalore University, die University of Agricultural Sciences sowie das Indian Institute of Science. Karnatakas älteste Universität ist jedoch die 1916 gegründete University of Mysore.

### Städte

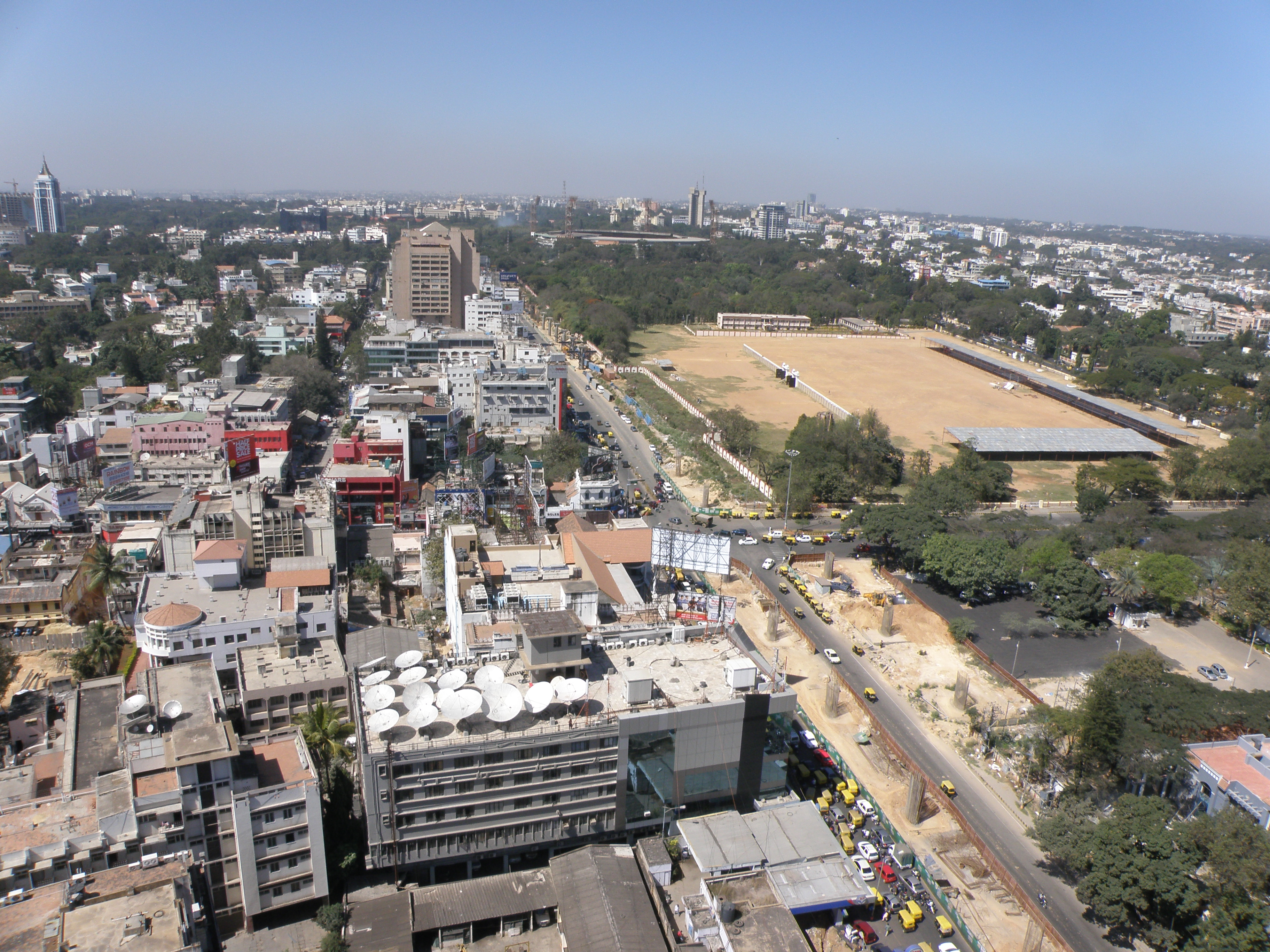
Bengaluru: Mit Abstand größte Stadt Karnatakas

Die mit Abstand größte Stadt Karnatakas ist die im Südosten des Bundesstaates gelegene Hauptstadt Bengaluru. Durch ihren wirtschaftlichen Aufschwung hat die IT-Metropole ein erhebliches Bevölkerungswachstum erlebt und ist mittlerweile die drittgrößte Stadt Indiens. Mit 8,4 Millionen Einwohnern beherbergt Bengaluru ein Siebtel der  Bevölkerung Karnatakas und ist neunmal so groß wie die nächstgrößte Stadt des Bundesstaates, die im Nordwesten Karnatakas gelegene Doppelstadt Hubballi-Dharwad. Drittgrößte Stadt ist das im Süden gelegene Mysuru, das als ehemalige Hauptstadt des Königreichs Mysore historisch bedeutsam ist. Weitere wichtige Städte sind Kalaburagi im Nordosten, Belagavi im Nordwesten und Mangaluru an der Küste im Südwesten.
Anlässlich des fünfzigsten Jahrestags der Gründung des Bundesstaats im Jahr 2006 beschloss die Regierung von Karnataka nach einem Vorschlag des Schriftstellers U. R. Ananthamurthy, die englischen Namen von 12 Städten in Karnataka in ihre Kannada-Namensformen umzubenennen. So wurde Bangalore zu Bengaluru und Mysore zu Mysuru. Mit der Zustimmung der indischen Zentralregierung im Oktober 2014 trat die Namensänderung in Kraft. Die alten Namensformen werden in Klammern aufgeführt. Die Einwohnerzahlen repräsentieren den Stand der Volkszählung 2011.
|                                             | Stadt                            | Einwohner |    | Stadt                | Einwohner |
| ------------------------------------------- | -------------------------------- | --------- | -- | -------------------- | --------- |
| 1                                           | Bengaluru (Bangalore)            | 8.425.970 | 8  | Ballari (Bellary)    | 409.644   |
| 2                                           | Hubballi-Dharwad (Hubli-Dharwad) | 943.857   | 9  | Vijayapura (Bijapur) | 326.360   |
| 3                                           | Mysuru (Mysore)                  | 887.446   | 10 | Shivamogga (Shimoga) | 322.428   |
| 4                                           | Kalaburagi (Gulbarga)            | 532.031   | 11 | Tumakuru (Tumkur)    | 305.821   |
| 5                                           | Belagavi (Belgaum)               | 488.292   | 12 | Raichur              | 232.456   |
| 6                                           | Mangaluru (Mangalore)            | 484.785   | 13 | Bidar                | 211.944   |
| 7                                           | Davanagere                       | 435.128   | 14 | Hosapete (Hospet)    | 206.159   |
| Quelle: Census of India 2011. (PDF; 154 kB) |                                  |           |    |                      |           |

## Geschichte

### Frühe Geschichte (bis ca. 3. Jahrhundert n. Chr.)
Karnatakas Frühgeschichte weist einige Unterschiede zu den frühen Kulturen Nordindiens auf. So begann die Eisenzeit in Karnataka schon viel früher, wie Funde von Eisenwaffen aus der Zeit um 1200 v. Chr. belegen. Dennoch stand der Norden des heutigen Karnataka unter der Herrschaft nordindischer Dynastien, wie der Nanda im 5. und 4. Jahrhundert v. Chr. und der Maurya im 4. und 3. vorchristlichen Jahrhundert. Danach weitete die Dynastie der aus Andhra oder Maharashtra stammenden Satavahana, ehemals Vasallen der Maurya, ihren Machtbereich auf den Norden Karnatakas aus. Die Pallava lösten sie im 3. Jahrhundert n. Chr. ab und dehnten ihr eigenes Reich für kurze Zeit bis zum Fluss Krishna aus.

### Kadamba und Ganga (ca. 350 bis 550)
Zwei örtliche Dynastien beendeten die Vorherrschaft der Pallava. Um 345 begründete der Brahmane Mayurasarman das Haus Kadamba. Er lehnte sich gegen die Pallava auf, die ihn schließlich als Herrscher Nordkarnatakas anerkennen mussten.
Auch im Süden Karnatakas wurden die Pallava etwa zur gleichen Zeit von den Ganga abgelöst.

### Chalukya von Badami (ca. 550 bis 757)
Um die Mitte des 6. Jahrhunderts begann sich eine neue Macht zu regen: die Chalukya, um 550 von Prinz Pulakeshin I. (reg. als König bis 566) begründet. Ursprünglich in Aihole, im nördlichen Zentralkarnataka, residierend, machte Pulakeshin schon bald das nahe gelegene Vatapi (Badami) zu seiner neuen Hauptstadt, von wo er die Kadamba und Ganga, und damit ganz Karnataka, unterwarf. Pulakeshin II. (reg. 609-642) errichtete ein riesiges Reich zwischen der Narmada im Norden und dem Kaveri im Süden. Auch weite Teile der heutigen Staaten Gujarat, Madhya Pradesh, Chhattisgarh und Orissa waren den Chalukya zeitweise untertan. Rund 200 Jahre lang bestimmten sie die Geschicke Karnatakas und weiter Teile Süd- und Zentralindiens. Auch kulturell leiteten sie eine neue Ära ein. Die Chalukya-Hauptstädte Badami, Aihole und Pattadakal zeugen noch heute mit prächtigen Tempelbauten von Macht und Glanz ihrer Erbauer.
Glücklos waren die Chalukya jedoch bei dem Versuch, ihre ständigen Feinde, die Pallava, niederzuringen. Stattdessen gelang es Letzteren 642, Badami einzunehmen und Pulakeshin II. zu töten. Der Erfolg war aber nur von kurzer Dauer, da sich die Chalukya schnell wieder erholten.

### Rashtrakuta (757 bis 973)
Das Ende der Chalukya kam gegen 757, als ihr Vasall Dantidurga (reg. 753-757) den König stürzte. Sein Herrscherhaus, die Rashtrakuta, übertraf die Macht seiner Vorgänger sogar noch, indem er Bengalen und das nordindische Kannauj am Ganges zur Tributzahlung zwang. Zu den kulturellen Errungenschaften der Rashtrakuta-Zeit zählt die Herausbildung der Kannada-Literatur. Die ältesten in dieser Sprache verfassten Überlieferungen stammen aus dem 9. Jahrhundert.

### Chalukya von Kalyani (973 bis 1187)
973 entmachteten die Chalukya ihre einstigen Widersacher wieder. Als neue Hauptstadt ließen sie Kalyani nahe dem heutigen Bidar erbauen. Zwar konnten sie ihr altes Reich mit Ausnahme Gujarats wiedererlangen, sahen sich aber den ständigen Angriffen des tamilischen Chola-Reiches ausgesetzt, denen sogar die Einnahme Kalyanis gelang. Erst Someshvara I. (reg. 1042–1068) vermochte es, sie aufzuhalten und ihren König Rajadhiraja 1052 zu besiegen. Seine Nachfolger Someshvara II. (reg. 1068–1076) und Vikramaditya II. (reg. 1076–1127) setzten den Kampf gegen die Chola fort. Die Chola wurden zwar nicht endgültig besiegt, als ernsthafte Konkurrenten aber zunächst ausgeschaltet. Dennoch verfiel das Chalukya-Reich nach dem Tode Vikramadityas II. durch neue innere und äußere Feinde zusehends.

### Yadava, Hoysala und Sultane von Delhi (1186/87 bis 1346/47)

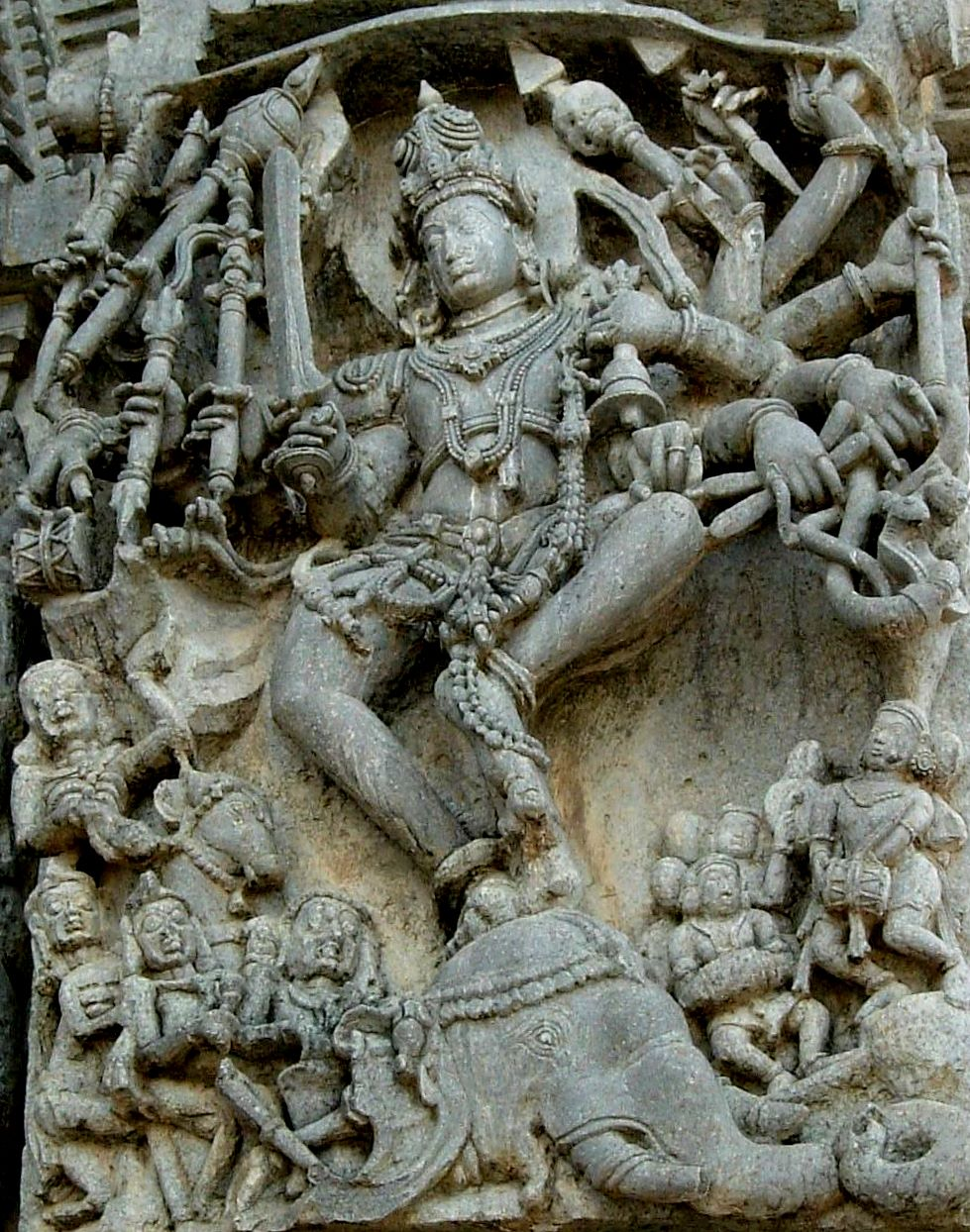
Tempelarchitektur der Hoysala in Belur

Die neuen Feinde waren die Hoysala, die schon seit dem 11. Jahrhundert als Vasallen den Süden Karnatakas verwalteten, sowie die aus Maharashtra in den Norden Karnatakas eindringenden Yadava. Auch Letztere waren einst Vasallen der Chalukya gewesen, gewannen jedoch unter Bhilama (reg. 1185–1193) weitgehende Unabhängigkeit. 1186 eroberten sie Kalyani. Der Herrschersitz der Yadava war in Devagiri (heute Daulatabad in Maharashtra).
Im Süden hatten sich derweil die Hoysala zum bestimmenden Herrscherhaus aufgeschwungen. 1187 besiegten sie den letzten Chalukya-König, 1190 gingen sie aus einem Zusammenstoß mit den Yadava als Sieger hervor und etablierten sich als führende Macht in Karnataka. Ihre Hauptstädte waren Dorasamudra (heute Halebid) und Belur. In beiden Städten kann man noch heute einige der herausragendsten Bauten im Hoysala-Stil bewundern.
Im 14. Jahrhundert wurden die Hoysala und Yadava zunehmend durch das islamische Sultanat von Delhi bedroht. Die vom Sultan Ala ud-Din Khalji (reg. 1296–1316) befohlene Militärexpedition führte seinen General Malik Kafur im Jahre 1310/11 bis nach Madurai. Das Yadava-Reich wurde dem Sultanat einverleibt, während die Hoysala zwar tributpflichtig wurden, aber ihre Regentschaft fortsetzen durften. Das riesige Sultanat zerfiel jedoch innerhalb kürzester Zeit wieder, und die beiden Dynastien in Karnataka konnten, zumindest vorübergehend, ihre Reiche wiederherstellen, waren aber empfindlich geschwächt. Das endgültige Aus für die Yadava kam 1318 mit einer erneuten Invasion aus dem Norden. Muhammad bin Tughluq, von 1325 bis 1351 Sultan von Delhi, unterwarf schließlich auch die Hoysala. Sein Reich zerfiel jedoch noch zu seinen Lebzeiten. Im äußersten Norden Karnatakas spaltete sich 1345 das Bahmani-Sultanat mit der Hauptstadt Kalaburagi bzw. Gulbarga (ab 1347; ab 1428 Bidar) ab.
Im verzweifelten Kampf um die Rettung seines Reiches fiel der Hoysala-König Ballala III. 1343 im Kampf gegen den Sultan von Madurai. Mit dem Tod seines Sohnes im Jahre 1346 ging seine Linie endgültig zu Ende. Seinen Platz nahm Vijayanagar ein, das als eines der legendärsten Hindu-Reiche Südindiens gilt und den muslimischen Herrschern für über 200 Jahre den Zugang nach Südindien verwehren sollte.

### Vijayanagar (1336/1346 bis 1565)
Der genaue Ursprung des Reiches Vijayanagar ist nicht restlos geklärt. Die Gründer des Reiches, die beiden Brüder Harihara und Bukka, waren möglicherweise Vasallen der Hoysala, anderen Quellen zufolge hatte der Sultan von Delhi sie zum Islam bekehrt und als Statthalter auf dem Dekkan eingesetzt, wo sie wieder ihren alten Glauben annahmen und ein eigenes Reich gründeten. Belegt ist, dass Harihara Vijayanagar 1336 gegründet und nach dem Tod des letzten Hoysala-Herrschers (1346) dessen Reich übernommen hatte. 1357 bestieg sein jüngerer Bruder Bukka den Thron. Ihm gelang die Eroberung des Sultanats Madurai.
Als bedeutendster Herrscher gilt Krishnadeva Raya (reg. 1509–1529), der Vijayanagar nach inneren Schwierigkeiten zur wirtschaftlichen, militärischen und kulturellen Blüte führte. Sein ärgster Gegner, das schon im Verfall befindliche Bahmani-Sultanat, zerbrach ab 1490 auch unter dem militärischen Druck Vijayanagars endgültig in fünf Einzelstaaten, die als Dekkan-Sultanate zusammengefasst werden. Gleichzeitig wurden auch die ersten Kontakte zu den Portugiesen geknüpft, welche Goa, die Konkan- und die Malabarküste erobert hatten.
Unter seinen Nachfolgern kamen Streitigkeiten mit den Dekkan-Sultanaten auf, die sich gegen Vijayanagar verbündeten. Sie brachten dem Reich 1565 in der Schlacht von Talikota eine vernichtende Niederlage bei und leiteten damit den seinen Untergang ein. Die Hauptstadt wurde in Schutt und Asche gelegt. Zwar konnte der König nach Süden fliehen, wo sein Reich noch bis ins 17. Jahrhundert fortbestand, seinen Großmachtstatus hatte es jedoch eingebüßt.

### Nordkarnataka im 16. bis 18. Jahrhundert
Vom Bahmani-Sultanat hatten sich schon Ende des 15. Jahrhunderts die vier Sultanate Bijapur, Bidar, Ahmadnagar und Berar (beide im heutigen Maharashtra) abgespalten. 1512 bildete sich Golkonda (in den heutigen Bundesstaaten Telangana und Andhra Pradesh) als letztes der sogenannten Dekkan-Sultanate heraus. Bijapur und Golkonda erweisen sich als die mächtigsten der fünf Sultanate, die, abgesehen von dem Bündnis gegen Vijayanagar, unentwegt in Feindseligkeiten verwickelt waren.
Berar wurde 1574 von Ahmadnagar erobert. Dieses unterlag 1633 schließlich dem nordindischen Mogulreich unter Shah Jahan (reg. 1627/28-1658). Bidar fiel 1619 an Bijapur, das 1686 von Shah Jahans Nachfolger Aurangzeb erobert wurde. Ein Jahr später ereilte Golkonda das gleiche Schicksal.
Das Erstarken der Marathen und innere Schwierigkeiten brachten das Mogulreich aber schon nach Aurangzebs Tod wieder um seine Besitzungen auf dem Dekkan. Die Gebiete der ehemaligen Dekkan-Sultanate wurden 1724 Bestandteil des neu gegründeten Reiches des Nizams von Hyderabad, fielen ab 1760 aber teilweise den Marathen zu.

### Mysore (1565 bis 1799)

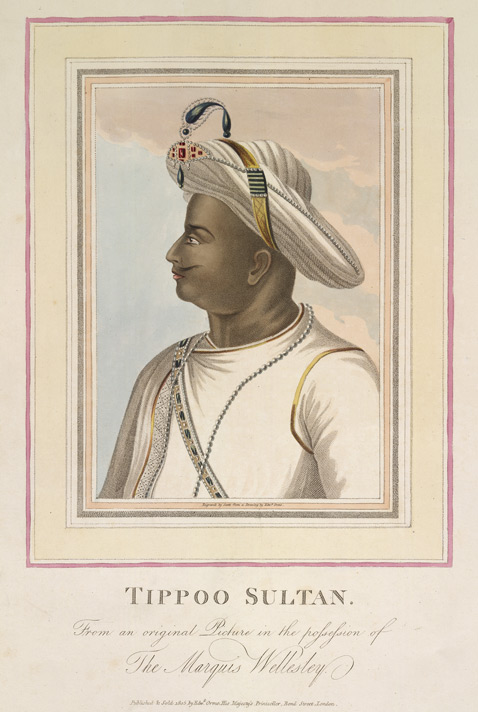
Zeitgenössische englische Darstellung von Tipu Sultan

Mit der Niederlage Vijayanagars 1565 war Mysore unter der seit 1399 als Untergebene Vijayanagars regierenden, hinduistischen Wodeyar-Dynastie nicht mehr tributpflichtig. Anfang des 17. Jahrhunderts gewann es endgültig seine Unabhängigkeit und entwickelte sich zum einflussreichsten Staat im südlichen Karnataka.
Ab 1744 kam es im Zuge der Auseinandersetzungen im Österreichischen Erbfolgekrieg zum Ersten Karnatischen Krieg zwischen Frankreich und Großbritannien.
Den Höhepunkt seiner Macht erreichte Mysore in der zweiten Hälfte des 18. Jahrhunderts. Der muslimische Offizier Hyder Ali stieg 1761 de facto zum Machthaber auf, ließ aber das alte Herrscherhaus formal weiterhin regieren. Hyder Ali begann auf dem südlichen Dekkan zu expandieren, was die Interessen der Briten in Madras verletzte und deren Unmut hervorrief. Die Folge waren die vier Mysore-Kriege zwischen dem zur Regionalmacht aufgestiegenen Mysore und der Kolonialmacht Großbritannien. Im ersten Krieg (1766–1769) drang Hyder Ali bis kurz vor Madras vor und zwang seinen Gegnern im Ergebnis des Krieges ein gegen die Marathen gerichtetes Militärhilfeabkommen auf. Wieder angeheizt wurde der Konflikt durch die Tatsache, dass Hyder Ali und, nach seinem Tode 1782, sein Sohn Tipu Sultan mit den Franzosen verbündet waren, die seit 1775 im Amerikanischen Unabhängigkeitskrieg gegen die Briten kämpften. Während die Briten gegen die letzten noch verbliebenen französischen Stützpunkte an der Südküste Indiens vorgingen, nutzte Mysore die Gelegenheit, um die Marathen zurückzudrängen, ohne englische Einflussnahme befürchten zu müssen. Erst als Gebiete eines Verbündeten Mysores von den Engländern annektiert wurden, kam es 1780 zum Ausbruch des Zweiten Mysore-Krieges. Er endete nach vier Jahren unentschieden mit dem Frieden von Mangalore. Die Entscheidung zu Gunsten Großbritanniens fiel schließlich im Dritten (1789–1792) und Vierten Mysore-Krieg (1799), in dem Tipu Sultan fiel und seine Hauptstadt Shrirangapattana eingenommen und zu großen Teilen zerstört wurde. Auf französische Unterstützung hatte er auf Grund der Wirren der Französischen Revolution bzw. des ungünstigen Verlaufs der Ägypten-Expedition Napoleons vergebens gehofft.

### Britische Kolonialherrschaft (1799 bis 1947)

Karte Mysores 1951

Nach dem Tode Tipu Sultans stutzten die Briten Mysore auf seine ursprüngliche Größe zurück und setzten die Wodeyars als Vasallen wieder ein. Die übrigen Gebiete teilten sie zwischen den Präsidentschaften Bombay und Madras auf. Die Marathen, die zu diesem Zeitpunkt noch immer den Norden Karnatakas hielten, wurden 1818 besiegt und entmachtet. 1831 unterstellte man auch Mysore wegen angeblicher finanzieller Verfehlungen der Rajas der unmittelbaren Verwaltung durch die Britische Ostindien-Kompanie bzw. ab 1857 Britisch-Indien. 1881 erhielten die Wodeyars aber ihr Reich zurück.

### Karnataka im unabhängigen Indien (seit 1947)
Mit der Unabhängigkeit Indiens 1947 wurde das Königreich Mysore zum Bundesstaat. 1956 erhielt dieser im Zuge der Neuordnung der Bundesstaaten nach Sprachgrenzen im Rahmen des States Reorganisation Acts seine heutige Ausdehnung durch die Zusammenlegung mit Coorg sowie den kannadasprachigen Teilen der ehemaligen Staaten Bombay, Madras und Hyderabad. Seit dem 1. November 1973 trägt der Bundesstaat den heutigen Namen Karnataka.

## Politik

### Politisches System

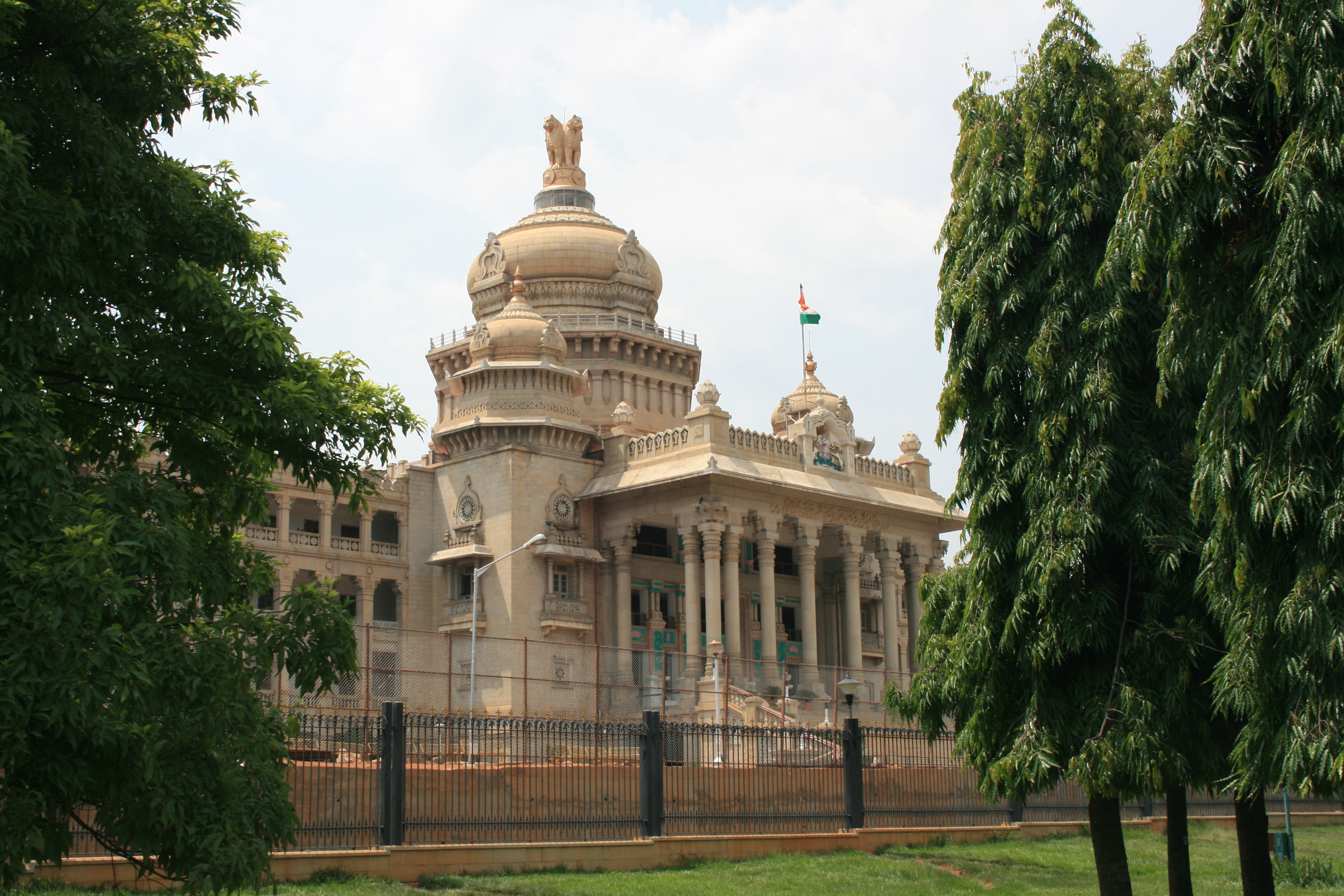
Vidhana Soudha in Bengaluru

Die Legislative des Bundesstaates Karnataka besteht aus einem Zweikammernparlament. Das Unterhaus, die Legislative Assembly oder Vidhana Sabha, hat 225 Abgeordnete, von denen 224 alle fünf Jahre durch Direktwahl bestimmt werden und einer als Vertreter der anglo-indischen Minderheit vom Gouverneur ernannt wird. Das Oberhaus, der Legislative Council oder Vidhana Parishad, hat 75 Mitglieder, von denen 25 durch das Unterhaus, 25 durch die Kommunen des Bundesstaates, elf durch den Gouverneur sowie jeweils sieben durch Lehrer und Hochschulabsolventen bestimmt werden. Sitz der Legislative ist die Vidhana Soudha in Bengaluru. Außerdem findet eine Sitzungswoche jährlich in der Stadt Belagavi statt, die 2006 offiziell zur „zweiten Hauptstadt“ Karnatakas ernannt wurde.
Der Regierung Karnatakas steht der vom Parlament gewählte Chief Minister (Regierungschef) vor. An der Spitze des Bundesstaats steht jedoch der vom indischen Präsidenten ernannte Gouverneur (Governor). Seine Hauptaufgaben sind die Ernennung des Chief Ministers und dessen Beauftragung mit der Regierungsbildung. Amtierender Gouverneur Karnatakas ist seit dem 6. September 2019 Arif Mohammad Khan.
Höchster Gerichtshof Karnatakas ist der Karnataka High Court in Bengaluru. Es bestehen Zweigstellen in Hubballi-Dharwad und Kalaburagi.
Im gesamtindischen Parlament ist Karnataka mit 28 Abgeordneten in der Lok Sabha, dem Unterhaus, und mit zwölf Sitzen in der Rajya Sabha, dem Oberhaus, vertreten.

### Parteien

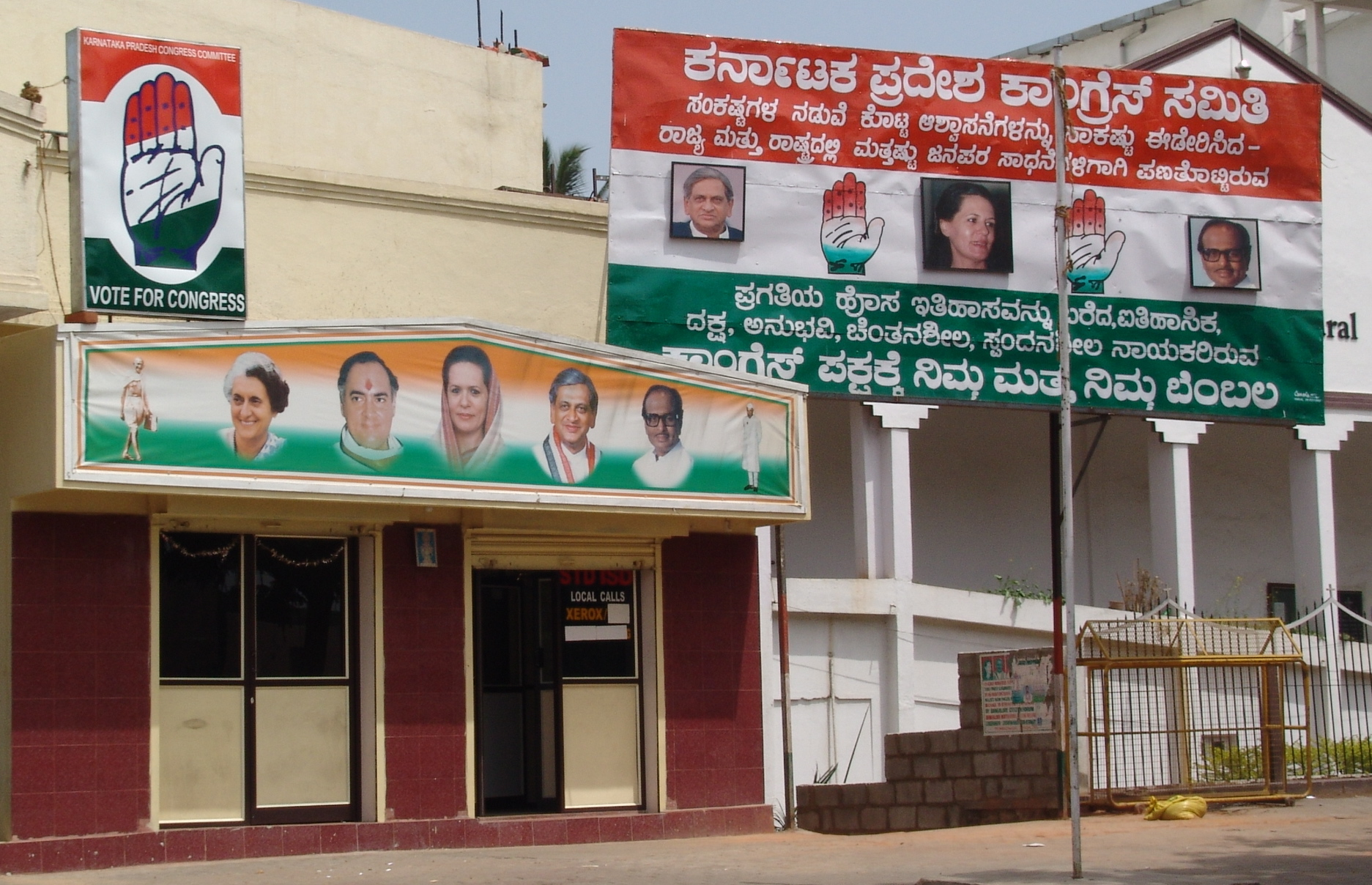
Parteibüro der Kongresspartei in Bengaluru (2004)

Die Politik Karnatakas wird von drei großen Parteien geprägt: Dem Indischen Nationalkongress (INC), der hindunationalistischen Partei Bharatiya Janata Party (BJP) und der Regionalpartei Janata Dal (Secular) (JD(S)), die 1999 als Abspaltung aus der Partei Janata Dal (JD) entstand. Von der Gründung des Bundesstaates bis 1983 wurde Karnataka durchgehend von der Kongresspartei regiert. In den folgenden Jahrzehnten konnte die JD bzw. JD(S) die Vorherrschaft der Kongresspartei brechen: Sie führte 1983–1989, 1994–1999 und 2006–2007 die Regierung Karnatakas an. In den 2000er Jahren etablierte sich die BJP, die in den anderen südindischen Bundesstaaten keine Erfolge erzielen konnte, in Karnataka als wichtige politische Kraft. Bereits 2004 wurde die BJP erstmals stärkste Partei, hatte aber noch keine eigene Mehrheit. 2007 bildete der Politiker B. S. Yeddyurappa aber die erste BJP-Regierung in einem südindischen Bundesstaat. Nach einem Korruptionsskandal, der Yeddyurappa 2011 zum Rücktritt zwang, und darauf folgenden inneren Querelen wurde die BJP-Regierung 2013 aber wieder abgewählt.
Die Politik Karnatakas ist stark von Kastenloyalitäten geprägt. Die BJP wird von den Lingayat, der dominierenden Kaste in Nordkarnataka, unterstützt, während die JD(S) ihre Stammwählerschaft bei den in Südkarnataka dominierenden Vokkaliga hat. Die unteren Kasten, Dalits und religiösen Minderheiten halten dagegen zur Kongresspartei.
In der Parlamentswahl 2013 gewann die Kongresspartei mit 122 Sitzen im Parlament die absolute Mehrheit. Die BJP und JD(S) folgen abgeschlagen mit jeweils 40 Sitzen. Sechs Sitze entfielen auf die Karnataka Janata Paksha (KJP), die der ehemalige Chief Minister B. S. Yeddyurappa nach seinem Austritt aus der BJP gründete, und vier Sitze auf den BSR Congress (BSRCP), ebenfalls eine BJP-Splittergruppe. Sowohl die KJP als auch der BSR Congress schlossen sich aber später wieder der BJP an. Ferner im Parlament vertreten waren die kleineren Regionalparteien Karnataka Makkala Paksha (KMP) und Sarvodaya Karnataka Paksha (SKP) und die überregionale Samajwadi Party (SP) mit jeweils einem Sitz sowie neun unabhängige Kandidaten. Als Ergebnis der Wahl bildete die Kongresspartei die Regierung unter dem Chief Minister Siddaramaiah. Bei der gesamtindischen Parlamentswahl 2014 war in Karnataka dagegen die landesweit siegreiche BJP erfolgreich. Die BJP entschied 17 von 28 Wahlkreisen des Bundesstaates für sich. Die Kongresspartei gewann neun Wahlkreise. Die restlichen zwei Wahlkreise gingen an die JD(S). Bei der Wahl zum Parlament von Karnataka am 12. Mai 2018 verlor die Kongresspartei ihre bisherige Mandatsmehrheit und gewann 78 Sitze. Die BJP gewann stark hinzu und kam auf 104 Sitze, verfehlte damit aber die absolute Mehrheit. JD(S) gewann 37 Wahlkreise und je ein Wahlkreis ging an Bahujan Samaj Party, die 2015 neu gegründete Karnataka Pragnyavantha Janatha Party und einen parteilosen Kandidaten. Nach Bekanntwerden des Ergebnisses begannen Verhandlungen zwischen der Kongresspartei und der JD(S) mit dem Ziel der Bildung einer Koalitionsregierung. Während des Wahlkampfes hatten sich beide Parteien noch entschieden dagegen ausgesprochen. Am 17. Mai 2018 wurde B. S. Yeddyurappa als Fraktionsführer der stärksten Partei (BJP) als Chief Minister vereidigt, mit der Maßgabe, durch ein Vertrauensvotum unter Beweis zu stellen, dass er über eine parlamentarische Mehrheit verfügte. Dies gelang ihm jedoch nicht und er trat schon am 18. Mai 2018, einen Tag vor dem anvisierten Vertrauensvotum, wieder zurück. Danach wurde am 23. Mai 2018 JD(S)-Parteiführer H. D. Kumaraswamy als neuer Chief Minister an der Spitze einer jD(S)-Kongress-Koalitionsregierung als Chief Minister vereidigt.
Bei der gesamtindischen Parlamentswahl 2019 gewann die BJP 25 der 28 Wahlkreise in Karnataka, während Kongress und JD(U) jeweils nur einen gewinnen konnten. Diese verheerende Wahlniederlage wirkte sich destabilisierend auf die Regierung aus. Anfang Juli 2019 erklärten insgesamt 13 Abgeordnete der Kongresspartei und 3 Abgeordnete der JD(S) ihren Rücktritt vom Abgeordnetenmandat, wodurch die Regierung ihre knappe parlamentarische Mehrheit verlor. Am 23. Juli 2019 verlor Kumaraswamy eine Vertrauensabstimmung im Parlament und erklärte daraufhin seinen Rücktritt. Der Gouverneur ernannte am 26. Juli 2019 Oppositionsführer Yeddyurappa zum neuen Chief Minister, der in einer Vertrauensabstimmung am 29. Juli 2019 die Stimmenmehrheit erhielt. In seiner exakt zweijährigen Amtszeit sah sich Yeddyurappa mit zahlreichen Problemen konfrontiert (mehrere Flutkatastrophen, die COVID-19-Pandemie). Innerparteilich spekulierten viele auf eine baldige Ablösung des nahezu 80-Jährigen. Am 26. Juli 2021 trat er zurück und zwei Tage später wurde Basavaraj Somappa Bommai als sein Amtsnachfolger vereidigt.
Bei der Wahl zur Vidhana Sabha (Legislative Assembly) des Bundesstaates im Mai 2023 gewann die Kongresspartei mit 136 Sitzen die absolute Mehrheit und wird daher die BJP in der Regierung ablösen.

## Verwaltungsgliederung

Distrikte Karnatakas

Karnataka ist in die vier Divisionen Bengaluru, Belagavi, Kalaburagi und Mysuru sowie folgende 31 Distrikte unterteilt (Einwohnerzahl und Bevölkerungsdichte nach der Volkszählung 2011):
|    | Distrikt         | Verwaltungssitz | Fläche    | Einwohner (2011) | Bev.- dichte |
| -- | ---------------- | --------------- | --------- | ---------------- | ------------ |
| 1  | Bagalkot         | Bagalkot        | 6565 km²  | 1890826          | 288 Ew./km²  |
| 2  | Bengaluru Rural  | Bengaluru       | 2239 km²  | 987257           | 441 Ew./km²  |
| 3  | Bengaluru Urban  | Bengaluru       | 2190 km²  | 9588910          | 4378 Ew./km² |
| 4  | Belagavi         | Belagavi        | 13423 km² | 4778439          | 356 Ew./km²  |
| 5  | Ballari          | Ballari         | 8441 km²  | 2532383          | 300 Ew./km²  |
| 6  | Bidar            | Bidar           | 5449 km²  | 1700018          | 312 Ew./km²  |
| 7  | Vijayapura       | Vijayapura      | 10508 km² | 2175102          | 207 Ew./km²  |
| 8  | Chamarajanagar   | Chamarajanagar  | 5105 km²  | 1020962          | 200 Ew./km²  |
| 9  | Chikkaballapur   | Chikkaballapur  | 4209 km²  | 1254377          | 298 Ew./km²  |
| 10 | Chikkamagaluru   | Chikkamagaluru  | 7201 km²  | 1137753          | 158 Ew./km²  |
| 11 | Chitradurga      | Chitradurga     | 8428 km²  | 1660378          | 197 Ew./km²  |
| 12 | Dakshina Kannada | Mangaluru       | 4559 km²  | 2083625          | 457 Ew./km²  |
| 13 | Davanagere       | Davanagere      | 5918 km²  | 1946905          | 329 Ew./km²  |
| 14 | Dharwad          | Dharwad         | 4256 km²  | 1846993          | 434 Ew./km²  |
| 15 | Gadag            | Gadag           | 4652 km²  | 1065235          | 229 Ew./km²  |
| 16 | Kalaburagi       | Kalaburagi      | 11008 km² | 2564892          | 233 Ew./km²  |
| 17 | Hassan           | Hassan          | 6805 km²  | 1776221          | 261 Ew./km²  |
| 18 | Haveri           | Haveri          | 4829 km²  | 1598506          | 331 Ew./km²  |
| 19 | Kodagu           | Madikeri        | 4109 km²  | 554762           | 135 Ew./km²  |
| 20 | Kolar            | Kolar           | 4011 km²  | 1540231          | 384 Ew./km²  |
| 21 | Koppal           | Koppal          | 5565 km²  | 1391292          | 250 Ew./km²  |
| 22 | Mandya           | Mandya          | 4955 km²  | 1808680          | 365 Ew./km²  |
| 23 | Mysuru           | Mysuru          | 6853 km²  | 2994744          | 437 Ew./km²  |
| 24 | Raichur          | Raichur         | 8442 km²  | 1924773          | 228 Ew./km²  |
| 25 | Ramanagara       | Ramanagara      | 3573 km²  | 1082739          | 303 Ew./km²  |
| 26 | Shivamogga       | Shivamogga      | 8481 km²  | 1755512          | 207 Ew./km²  |
| 27 | Tumakuru         | Tumakuru        | 10599 km² | 2681449          | 253 Ew./km²  |
| 28 | Udupi            | Udupi           | 3875 km²  | 1177908          | 304 Ew./km²  |
| 29 | Uttara Kannada   | Karwar          | 10263 km² | 1436847          | 140 Ew./km²  |
| 30 | Yadgir           | Yadgir          | 5237 km²  | 1172985          | 224 Ew./km²  |
| 31 | Vijayanagara     |                 |           |                  |              |

## Wirtschaft

### Wirtschaftssektoren

#### Landwirtschaft
Obwohl Karnataka stärker industrialisiert ist als viele andere Bundesstaaten, ist die Mehrheit der Bevölkerung noch immer im Agrarsektor beschäftigt. Rund 55 Prozent der Landesfläche wird landwirtschaftlich genutzt. Die wichtigsten Anbaupflanzen sind Reis, Ragi (Fingerhirse), Sorghum, Mais und Hülsenfrüchte. Als Plantagenpflanzen werden vor allem Zuckerrohr und Kaffee angebaut, in geringerem Umfang auch Kokos-, Cashew- und Betelnüsse sowie Chili, Kardamom, Baumwolle und Tabak. Karnatakas Anteil an der gesamten Kaffeeproduktion Indiens beträgt 60 Prozent. Von Bedeutung ist auch die Blumenzucht.

#### Bergbau
Karnataka ist relativ reich an Bodenschätzen. Die wichtigsten vorkommenden Rohstoffe sind Eisen-, Mangan- und Kupfererze, Magnesit, Bauxit, Granit sowie Kalkstein. In geringeren Mengen kommen auch Chromeisenstein, Dolomit, Quarz und Asbest vor. Zudem ist Karnataka der einzige indische Bundesstaat, der über nennenswerte Goldvorkommen verfügt. 84 Prozent der indischen Goldförderung stammen aus Karnataka.

#### Industrie
Karnataka zählt zu den höher industrialisierten Bundesstaaten Indiens. Etwa ein Viertel des Bruttoinlandsproduktes wird im industriellen Bereich erwirtschaftet. Die Hauptstadt Bengaluru hat sich zu einem der Zentren der indischen IT-Industrie entwickelt. Zahlreiche ausländische Softwarefirmen haben sich dort angesiedelt. Auch die Elektronik-, Luftfahrt-, Maschinen- und Biotechindustrie sind in Bengaluru stark vertreten. In anderen Regionen sind außerdem die Textil- (v. a. Seide), Maschinen-, Nahrungs- und Genussmittel-, chemische, Eisen-, Stahl- und Papierindustrie von Bedeutung. Belagavi ist einer der wichtigsten Standorte der indischen Aluminiumindustrie. Mehrere Fahrzeugkonzerne, darunter Volvo und Toyota, besitzen Standorte in Karnataka. Das industrielle Wachstum betrug 2002/03 6,1 Prozent. Zur Förderung der Industrieausfuhren plant die Regierung des Staates Sonderwirtschaftszonen in Bengaluru, Hassan und der Küstenregion.

#### Dienstleistungen
In den letzten Jahren wies der Dienstleistungssektor stets das höchste Wachstum auf (10,3 Prozent im Zeitraum 2002/03) und hat sich zum Hauptträger der Wirtschaft entwickelt. Mittlerweile trägt er mehr als die Hälfte zum BIP Karnatakas bei. Der IT-Bereich ragt besonders heraus. Karnataka war 1991 der erste indische Bundesstaat, der einen Softwaretechnologiepark einrichtete. Heute erbringt der Staat 36 Prozent der gesamtindischen Softwareausfuhren.

### Soziales
Das durchschnittliche Pro-Kopf-Einkommen lag 2005/06 bei 27.101 Rupien und lag damit geringfügig über dem gesamtindischen Durchschnitt (2005/06: 25.956 Rupien).
Bei der Gesundheit weist Karnataka statistisch gesehen bessere Werte auf als im Landesdurchschnitt. Die Lebenserwartung betrug 1999 64,0 Jahre (Männer: 62,4 Jahre, Frauen: 65,5 Jahre). Sie war damit höher als durchschnittlich in Indien, wo sie im gleichen Jahr bei 61,7 Jahren (Männer: 60,8 Jahre, Frauen: 62,5 Jahre) lag. Die Kindersterblichkeitsrate lag 2002 mit 55 Totgeburten auf 1000 Lebendgeburten niedriger als im Landesdurchschnitt (63 auf 1000).
Mit einem Wert von 0,662 erreicht Karnataka 2015 den 13. Platz unter den 29 Bundesstaaten Indiens im Index der menschlichen Entwicklung.

### Infrastruktur

#### Straßennetz
Karnatakas Straßennetz umfasst rund 153.000 Kilometer (Stand: 2004), davon sind knapp 4000 Kilometer National Highways. Die Bewältigung des stark wachsenden Verkehrsaufkommens – allein der Verkehr auf den National Highways nimmt pro Jahr um etwa 20 Prozent zu – wird zusehends schwieriger. Obwohl die Regierung des Bundesstaats den Straßenbau vorantreibt, kann der Ausbau mit dem schnellen wirtschaftlichen Wachstum kaum Schritt halten.

#### Eisenbahnnetz
Das Schienennetz der Eisenbahn umfasst in Karnataka knapp 3200 Kilometer. Die Konkan-Bahn, sicherlich das ehrgeizigste Eisenbahnprojekt Indiens seit der Unabhängigkeit, konnte 1998 nach siebenjähriger Bauzeit eröffnet werden. Sie führt über 760 Kilometer die Konkanküste entlang und verbindet Mangaluru mit der südlich von Mumbai in Maharashtra gelegenen Stadt Roha.

#### Flughäfen
Der wichtigste internationale Flughafen Karnatakas ist Bengaluru International Airport (IATA-Code: BLR), ca. 30 km nördlich von Bengaluru und 4 km südlich von Devanahalli gelegen. Er ersetzt seit 2008 den zu klein gewordenen innerstädtischen Flughafen von Bengaluru. Ein kleiner internationaler Flughafen ist der von Mangaluru (IATA-Code: IXE), mit Flügen zu Zielen am Persischen Golf. Inlandsflughäfen befinden sich in Belagavi (IATA-Code: IXG), Hubballi-Dharwar (IATA-Code: HBX) und Mysore (IATA-Code: MYQ).

#### Seehäfen
Karnataka verfügt mit Mangaluru über einen der zwölf Hauptseehäfen Indiens. Im Jahr 2004/05 (April bis März) wurden dort 33,89 Millionen Tonnen umgeschlagen. Damit lag Mangaluru an sechster Stelle, wobei es auch noch die höchste Wachstumsrate Indiens aufwies. Daneben existieren noch einige kleinere Häfen, vor allem Karwar im Norden der Küste des Bundesstaates ist dabei hervorzuheben.

#### Stromversorgung
Die Stromversorgung ist – wie fast überall in Indien – unzureichend. Stromausfälle sind auf Grund des hohen Energiebedarfs der boomenden Industrie und Wirtschaft allgemein sogar eher noch häufiger als durchschnittlich in Indien. Der Großteil des elektrischen Stroms wird durch Wasser-, Wärme- und Atomenergie erzeugt. Asiens erstes Wasserkraftwerk entstand 1902 in Shivasamudram in Südkarnataka. Bemerkenswert ist die starke Förderung der Windenergie.

## Kultur
Kannada ist im Gegensatz zum nordindischen Hindi keine indogermanische Sprache, sondern bildet zusammen mit Tamilisch (Tamil Nadu), Telugu (Andhra Pradesh und Telangana), Malayalam (Kerala) und anderen Sprachen die Dravidische Sprachfamilie. Das von vielen Nordindern als Amtssprache favorisierte Hindi wird von den Südindern größtenteils abgelehnt. Allerorten sieht man in Südindien Graffiti der Art: Hindi never, English ever.
Aber nicht nur die Sprache, sondern auch die männliche Kleidung (Lungi), das Essen, die Tempelbauten und die Musik vermitteln dem aus Nordindien kommenden Reisenden nicht unbedingt das Gefühl, noch im selben Land zu sein. Der Lungi ist ein etwa 1,20 Meter breites und zwei Meter langes, sehr dünnes Tuch, das von den erwachsenen Männern um die Hüften geschlungen und ohne Hilfsmittel befestigt getragen wird. Westliche Shorts gelten als Unterhosen und rufen vor allem bei Kindern in ländlichen Gebieten meistens sofort große Heiterkeit hervor.
Die Landesküche ist weniger scharf als im Norden und reichhaltiger mit verschiedenem Gemüse ausgestattet, zusätzlich zu diversen Pickles und Chutneys.
Die Tempelanlagen erreichen gigantische Ausmaße von über zwei Quadratkilometern Grundfläche, meistens von einer Mauer umgeben. In der Mauer gibt es Torgebäude von über achtzig Metern Höhe, die übersät sind von hunderten bemalten, verschiedenartigen Götterfiguren. Dabei sind die Tordurchlässe selbst so hoch, dass ein geschmückter Tempelelefant mit Reitgondel optisch ein imposantes Bild beim Durchschreiten des Tores bietet. Wo vorhanden, sind alle Tempelgebäude, der für die rituellen Waschungen wichtige Tempelteich und sogar das Pflaster der Tempelhöfe aus reinem Granit.
Die Musik unterscheidet sich ebenfalls deutlich von der im Norden, allein schon durch die Musikinstrumente. Ein in der religiösen und in der klassischen Musik verbreitetes Melodieinstrument ist das bis zu einem Meter lange konische Doppelrohrblattinstrument nadaswaram, das einen schrillen, durchdringenden Ton abgibt. Meist werden zwei nadaswaram zusammen bei Tempelzeremonien gespielt, wobei beide Instrumente möglichst synchron spielen. Begleitet werden sie von der zweifelligen Fasstrommel tavil, deren linkes Fell mit der Hand und deren rechtes Fell mit einem Stock geschlagen wird. Häufig spielen auch zwei tavil zusammen. Einen begleitenden Bordunton produziert manchmal das der nadaswaram ähnliche Doppelrohrblattinstrument ottu. 
Die Sarasvati vina ist eine südindische Langhalslaute, ähnlich der nordindischen sitar, aber anders bespannt und gestimmt. Zu den Perkussionsinstrumenten gehören die kleine Rahmentrommel kanjira (mit Echsenhaut bespannt und mit nur einer Hand geschlagen), die zweifellige Doppelkonustrommel mridangam (bei der beide Felle mit den Händen geschlagen werden) und der Tontopf ghatam (aus speziellem, mit Eisenspänen vermischtem Ton gebrannt; wird mit beiden Händen geschlagen). Im Ausland bekannte Virtuosen von Kannada-Musik bilden das Karnataka College of Percussion, eine Formation, die im Westen vor allem Fusion-Konzerte mit Charlie Mariano gab.
Die Filmindustrie der Landessprache hat ihr Zentrum in Bengaluru. Der bekannteste Star des Kannada-Films war der Schauspieler Rajkumar.

## Sehenswürdigkeiten

Der Maharajapalast in Mysuru (Karnataka)

Karnataka hat sowohl zahlreiche Naturschönheiten als auch Sehenswürdigkeiten von kulturellem Interesse vorzuweisen. Die Hauptstadt Bengaluru wird wegen ihrer vielen öffentlichen Parks und Grünanlagen oft als „Gartenstadt“ bezeichnet, ist aber auch als das „Silicon Valley Indiens“ bekannt. Eine der sehenswertesten Städte ist Mysuru (Mysore), die ehemalige Hauptstadt des Königreichs Mysore. Mehrere Paläste und der Tempelkomplex auf dem Chamundi Hill verleihen dieser Stadt eine besondere Anziehungskraft auf in- wie ausländische Besucher. Mysuru verfügt über einen großen, überdachten Basar mit zahlreichen Einkaufsmöglichkeiten. Unweit der Stadt liegt Shrirangapattana, das vorübergehend einmal Hauptstadt des Königreiches Mysore war. Karnatakas herausragendste historische Stätte ist die Ruinenstadt Hampi, das historische Vijayanagar, in der Nähe des regionalen Handelszentrums Hosapete. Sie zählt wegen ihrer teils erstaunlich gut erhaltenen Tempel- und Palastbauten zum Weltkulturerbe der UNESCO, und wird von der Archaeological Survey of India betreut. Auch andere mittelalterliche Stätten wie die ehemaligen Chalukya-Hauptstädte Badami, Aihole und Pattadakal sowie Belur und Halebid, früher Machtzentren der Hoysala-Könige, zeugen von der langen Geschichte Karnatakas. Prächtige muslimische Bauten stehen in Vijayapura (Bijapur), Bidar und Kalaburagi (Gulbarga) im Norden des Staates. Karnataka verfügt außerdem über fünf Nationalparks und zahlreiche weitere Naturschutzgebiete.